# Танагра-інка
Танагра-інка (Heterospingus) — рід горобцеподібних птахів родини саякових (Thraupidae). Представники цього роду мешкають в Центральній і Південній Америці.

## Види
Виділяють два види:
- Танагра-інка панамська (Heterospingus rubrifrons)
- Танагра-інка червоноброва (Heterospingus xanthopygius)

## Етимологія
Наукова назва роду Heterospingus походить від сполучення слів дав.-гр. ἑτερος — інший, відмінний і σπιγγος — в'юрок.